# Casa Trinxet
Casa Trinxet era un edificio progettato dall'architetto modernista catalano Josep Puig i Cadafalch costruito durante gli anni 1902-1904. 
La casa si trovava all'incrocio tra Carrer de Balmes e Carrer del Consell de Cent, nel quartiere Eixample di Barcellona, ed era considerata "uno dei gioielli del Modernismo di Barcellona" e uno degli edifici dell'Illa de la Discordia ("isolato della discordia") così chiamato perché vi sorgevano gli edifici realizzati dai più importanti architetti dell'epoca come Lluís Domènech i Montaner, Puig i Cadafalch e Antoni Gaudí.
L'edificio è stato commissionato da Avelino Trinxet Casas, zio di Joaquín Mir Trinxet, che apparteneva ad un'importante famiglia industriale tessile di Barcellona.

## Dipinti di Mir Trinxet
Joaquin Mir Trinxet ha iniziato i suoi lavori nella casa nel 1903 contribuendo con diversi affreschi, dopo il suo viaggio a Maiorca con Santiago Rusiñol e prima del suo trasferimento a Reus.
Casa Trinxet si trovava non distante da Casa Serra, progettata anch'essa da Josep Puig i Cadafalch, e al tempo erano due dei migliori esempi di case urbane unifamiliari a Barcellona.
Nonostante i tentativi di artisti e intellettuali di salvarla per convertirla in un museo del modernismo catalano, l'edificio venne demolito nel 1968.